# Norsk Vasskraft- og Industristadmuseum
Norsk Vasskraft- og Industristadmuseum er et kulturhistorisk museum i Tyssedal og Odda i Hordaland fylke i Norge. Museet dokumenterer og formidler Oddas og Tyssedals industrihistorie, og mere generel historie knyttet til elve og vand, vandkraftproduktion, elektricitet, kraftkrævende industri og samfundet omkring.
En hovedattraktion er kraftstationen Tysso I, tegnet af arkitekten Thorvald Astrup (1876–1940) i senhistorisk stil og opført i årene 1906–18. Anlægget indeholder maskiner, installationer og kontrolrum som spænder over en driftstid fra 1908 til siste aggregatet blev slået fra i 1989.
AS Tyssefaldenes gamle administrationsbygning fra 1914 rummer i dag et museum med udstillinger, bibliotek, arkiv, foto- og lydsamling og filmsal hvor der vises billedspillene «Industrieventyret», «Borna på Bakke» og «Arven». Den faste udstilling, «Det store spring», handler om den første industrialiseringsface i Odda.
Til museumsanlægget hører også arbejderboligerne i Folgefonngata 9, 11 og 13 i Odda.

## Eksterne kilder og henvisninger
- Norsk Vasskraft- og Industristadmuseum Arkiveret 24. november 2002 hos  Wayback Machine

60°7′7.93″N 6°33′23.7″Ø / 60.1188694°N 6.556583°Ø